# 黄本立
黄本立（1925年9月21日—2025年6月29日）男，籍贯广东新会，生于香港，中国光谱化学家，厦门大学教授。曾任中国科学院长春应用化学研究所现代分析化学研究室主任，中国化学会理事长及分析化学学科委员会主任，《光谱学与光谱分析》主编等。

## 生平
1945年至1949年，就读于广州岭南大学物理系。1950年3月，进入长春东北科学研究所（1978年改称中国科学院长春应用化学研究所）工作。1986年，调至厦门大学任教。
1993年，当选为中国科学院学部委员。2025年6月29日16时56分，在厦门逝世。